# NOx (оксиды азота)
NOx — собирательное название оксидов азота NO и NO2, образующихся в химических реакциях в атмосфере и при горении. Вместе с летучими органическими веществами, приповерхностным озоном, свинцом, угарным газом, оксидами серы и пылевыми частицами входят в число вредных выбросов, в отношении которых действуют установленные Управлением по защите окружающей среды США ограничения.
NOx в атмосфере образуются как вследствие естественных явлений, таких как молнии и лесные пожары, так и в результате деятельности человека. Примеси NO2 окрашивают промышленные дымы в бурый цвет, поэтому выбросы заводов с заметным содержанием оксидов азота названы «лисьими хвостами». Выбросы NOx считаются одной из основных причин образования фотохимического смога. Соединяясь с парами воды в атмосфере, они образуют азотную кислоту, и, вместе с оксидами серы, являются причиной образования кислотных дождей. Повышенные концентрации NOx оказывают вредное воздействие на здоровье человека, поэтому в разных странах приняты нормативы, ограничивающие максимально допустимые концентрации NOx в выхлопах котлов электростанций, газотурбинных установок, автомобилей, самолётов и прочих устройств. Совершенствование технологий горения в значительной степени направлено на сокращение выбросов NOx при одновременном повышении энергоэффективности устройств.
Закись азота N2O не включается в NOx, но оказывает влияние на состояние озонового слоя в верхних слоях атмосферы.

## Воздействие NOxна здоровье
NO не имеет запаха, но при вдыхании может связываться с гемоглобином, подобно угарному газу переводя его в форму, не способную переносить кислород. Оксид азота(IV) NO2 (диоксид азота; двуокись азота) в высоких концентрациях раздражает лёгкие и может привести к серьёзным последствиям для здоровья. NO2 соединяется с водой, хорошо растворяется в жире и может проникать в капилляры лёгких, где он вызывает воспаление и астматические процессы. Концентрация NO2 свыше 200 ppm считается летальной, но уже при концентрации свыше 60 ppm могут возникать неприятные ощущения и жжение в лёгких. Долговременное воздействие более низких концентраций может вызывать головную боль, проблемы с пищеварением, кашель и лёгочные заболевания.
В клинике острого отравления оксидами азота различают четыре периода: латентный, нарастания отёка лёгких, стабилизации и обратного развития. В скрытом периоде мнимого благополучия, который может продолжаться 4—12 часов, больного может беспокоить конъюнктивит, ринит и фарингит за счёт раздражения слизистых оболочек, проявляющиеся кашлем, слезотечением, общим недомоганием, однако его общее состояние в целом удовлетворительное. Затем состояние больного ухудшается: по мере развития отёка лёгких появляется влажный кашель со слизистой или кровянистой мокрота, одышка, цианоз, тахикардия, субфебрильное или фебрильное повышение температуры. Возникает чувство страха, психомоторное возбуждение и судороги. В отсутствие квалифицированной медицинской помощи это может привести к летальному исходу. 
Повышенная концентрация оксидов азота и озона оказывает негативное воздействие на насекомых-опылителей — пчёл, шмелей, бабочек, мотыльков. Снижается как их численность, так и посещаемость цветков растений опылителями, что может представлять опасность для урожайности культур. При этом другие насекомые — жуки, осы-паразиты и клопы — не ощущают отрицательных последствий от воздействия повышенных концентраций оксидов азота.  

## Механизмы образования NOx

Я. Б. Зельдович предложил объяснение механизма образования оксидов азота при горении в 1940-е годы.

Известны три основных механизма образования NOx:
- тепловой механизм, или высокотемпературный механизм Зельдовича
- «быстрый» механизм (англ. prompt NO), называемый также химическим
- механизм, связанный с образованием NOx из азотсодержащих компонентов топлива («топливные NOx», англ. fuel NO)

Дополнительные пути образования NO связаны с реакциями закиси азота N2O и радикала NNH.

### Механизм Зельдовича
Высокотемпературный механизм окисления азота в зоне горения был предложен Я. Б. Зельдовичем в середине 1940-х годов и считается основным механизмом образования оксидов азота при горении. Этот механизм включает следующие элементарные стадии:
{\displaystyle {\mathsf {N_{2}+O\rightleftarrows NO+N\ \ (1)}}}
{\displaystyle {\mathsf {N+O_{2}\rightleftarrows NO+O\ \ (2)}}}
к которым добавляется реакция (Фенимор и Джонс, 1957):
{\displaystyle {\mathsf {N+OH\rightleftarrows NO+H\ \ (3)}}}
Совокупность реакций (1-3) называется расширенным механизмом Зельдовича. В силу того что энергия тройной связи в молекуле N2 составляет около 950 кДж/моль, реакция (1) имеет большую энергию активации и может проходить с заметной скоростью только при высоких температурах. Поэтому этот механизм играет важную роль в случае высоких температур в зоне реакции, например, при горении околостехиометрических смесей или при диффузионном горении. Считается, что повышение максимальной температуры в зоне горения свыше 1850 К приводит к недопустимо высоким выбросам NOx, и одним из основных способов снижения выбросов по тепловому механизму является недопущение образования очагов высокой температуры во фронте пламени.

### «Быстрый» механизм

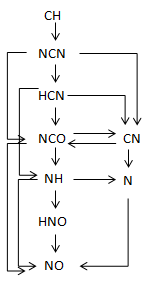
Кинетическая схема образования NO по быстрому механизму

Механизм Зельдовича хорошо описывает выбросы NOx в случае воздействия тепловых факторов (например, при горении водорода или окиси углерода в воздухе), однако для углеводородных топлив оказалось, что экспериментально измеренные концентрации NOx всякий раз заметно превышают предсказываемые по тепловому механизму. Прямые измерения, проведённые Фенимором в 1971 году, показали, что NO образуется уже в начале зоны химической реакции. Этот механизм был назван «быстрым» (англ. prompt NO) или механизмом Фенимора.
Образование NOx по быстрому механизму связано с реакцией радикала CH, который присутствует только в начальной зоне разложения углеводородных топлив, с молекулярным азотом:
{\displaystyle {\mathsf {CH+N_{2}\rightleftarrows NCN+H\ \ (4)}}}
NO может образовываться в ряде последующих реакций с участием различных радикалов, например:
{\displaystyle {\mathsf {NCN+O_{2}\rightleftarrows NCO+NO}}}
{\displaystyle {\mathsf {NCO+O\rightleftarrows CO+NO}}}
{\displaystyle {\mathsf {NCN+OH\rightleftarrows HCN+NO}}}
{\displaystyle {\mathsf {HCN+O\rightleftarrows NH+CO}}}
{\displaystyle {\mathsf {NH+O\rightleftarrows NO+H}}}
Общая схема реакций быстрого механизма показана на рисунке.
Долгое время считалось, что вместо реакции (4) радикал CH реагирует с N2 по пути:
{\displaystyle {\mathsf {CH+N_{2}\rightleftarrows HCN+N}}}
однако данная реакция запрещена по спину, и проведённые в последние годы квантовохимические расчёты и экспериментальные исследования показали, что главную роль играет реакция (4).
Поскольку в быстром механизме реакция (4) протекает с небольшой энергией активации, она возможна при относительно невысоких температурах порядка 1000 К, а в богатых смесях (с избытком горючего) образованию NO способствует повышенная концентрация радикалов CH.

### Образование NOxиз азотсодержащих компонентов топлива
Практически все твёрдые горючие материалы содержат органические вещества, в составе которых есть азот. Уголь, сено, дерево и домашний мусор могут содержать до 1-3 % азота по массе. При пиролизе и горении таких материалов в результате разложения этих компонентов может образовываться NO. Часть азота может переходить в N2 или оставаться в связанном состоянии в золе, смолах и других нелетучих остатках. Поскольку процессы сжигания угля и других твёрдых горючих материалов проходят при относительно невысоких температурах, когда механизм Зельдовича не работает, вклад данного механизма в выбросы и NOx может оказаться существенным.

## Способы снижения выбросов NOx
Поскольку основная масса выбросов NOx в реальных устройствах приходится на высокотемпературный механизм Зельдовича, большинство разработанных к настоящему времени способов снижения этих выбросов направлено на снижение максимальной температуры в зоне горения и на сокращение времени пребывания реагентов в этой зоне. Способы снижения выбросов NOx подразделяются на первичные и вторичные. К первичным относятся меры по оптимизации процесса горения и конструкции устройств, в результате которых снижается концентрация NOx в выхлопных газах. Вторичные способы (селективное или неселективное каталитическое восстановление) подразумевают очистку выхлопных газов перед их выбросом в атмосферу и влекут за собой существенные дополнительные затраты. Фактически применяемые способы в значительной степени обусловлены существующими в различных странах нормативами на выбросы NOx в промышленных установках (газотурбинные электростанции, промышленные печи), самолётах, автомобилях и устройствах для потребительского сектора, таких как бойлеры или нагреватели. Чем более жёсткие нормы установлены для выбросов, тем дороже оказывается конструкция камеры сгорания и сложнее управление её рабочим процессом.

### Впрыск водяного пара
В установках с диффузионным режимом горения окислитель и горючее подаются раздельно в камеру сгорания, где они перемешиваются и сгорают. Такая организация подачи компонентов относительно безопасна и позволяет управлять рабочим процессом в широких пределах, варьируя расход компонентов. Однако в диффузионном пламени в зоне горения окислитель и горючее автоматически оказываются в стехиометрическом соотношении и неизбежно образуются очаги повышенной температуры, что приводит к образованию NOx. Снижение выбросов в таких установках достигается посредством разбавления смеси охлаждающим компонентом, чаще всего впрыском воды или водяного пара в камеру сгорания. Однако этот способ неизбежно приводит к снижению мощности и КПД установки, а его применимость ограничена тем, что вместе с сокращением NOx начинают возрастать выбросы CO и других продуктов неполного сгорания.

### Многоступенчатое сжигание
Для снижения температуры в зоне химической реакции компоненты можно сжигать в несколько этапов. Например, на первом этапе может сжигаться богатая смесь (с избытком горючего) с последующим охлаждением продуктов неполного сгорания посредством теплоотводящих элементов. На втором и последующих этапах в смесь добавляется дополнительный воздух, который позволяет осуществить полное сгорание смеси до конечных продуктов сгорания (CO2 и H2O). При этом температура на всем протяжении зоны горения нигде не достигает величин, при которых образуются тепловые NOx, однако это достигается ценой снижения мощности установки и усложнения её конструкции.
Одним из наиболее распространённых вариантов технологии многоступенчатого сжигания является трёхступенчатое сжигание (англ. reburning process). Сущность этого метода заключается в том, что на первом этапе сжигается богатая смесь, на втором, основном этапе — смесь с избытком воздуха, а на третьем этапе в продукты сгорания снова добавляется углеводородное горючее, которое действует как восстановитель для уже образовавшихся в основной зоне горения оксидов азота. В результате этого происходит восстановление NOх до N2.

### Рециркуляция выхлопных газов
Впрыск водяного пара или подача дополнительного воздуха в зону реакции сопряжёны с усложнением конструкции устройства и применяются в основном в системах, созданных до изобретения более простых и экономичных методов. В более современных системах в качестве разбавителя исходной смеси применяются сами продукты сгорания, отбираемые из потока дымовых или выхлопных газов. Эти продукты, состоящие в основном из CO2 и H2O, имеют высокую теплоёмкость и эффективно отбирают тепло из зоны реакции, снижая её температуру. Энергетическая эффективность установки снижается в меньшей степени, чем при подаче воздуха или водяного пара извне, так как энергия продуктов сгорания частично возвращается в систему. Конструкция самой установки упрощается, поскольку не требуется создавать отдельные узлы, обеспечивающие подачу внешних компонентов. Эти методы нашли применение как в автомобильных двигателях в системах рециркуляции выхлопных газов (англ. EGR, exhaust gas recirculation), так и в бойлерах и топочных устройствах (рециркуляция дымовых газов, англ. FGR, flue gas recirculation).

### Горение бедных смесей
Этот способ снижения выбросов нашёл широкое применение в газотурбинных установках. В камеру сгорания подаётся предварительно перемешанная смесь горючего и воздуха в нестехиометрическом отношении с избытком воздуха (бедная смесь). При этом обеспечивается практически полное сгорание исходного горючего, а температура продуктов сгорания снижается, что приводит также к сокращению выбросов NOx по высокотемпературному механизму. Если в качестве горючего применяется природный газ, то фактически все выбросы NOx приходятся на быстрый механизм.
Газотурбинные установки, использующие горение бедных смесей с низкими выбросами NOx, иногда называются «сухими» (англ. dry low NOx), поскольку в них впрыск водяного пара отсутствует. Однако диапазон устойчивого горения в таких установках заметно снижается, они подвержены опасностям развития неустойчивостей горения, проскока и срыва пламени. Поэтому их диапазон по мощности ограничен, а резкие изменения нагрузки в сети приводили к авариям из-за веерного самопроизвольного выключения газотурбинных установок в сетях генерации мощности. Кроме того, диапазон устойчивого горения чувствителен к сорту топлива, и переход на топливо от другого поставщика может быть сопряжен со значительными трудностями, так как состав природного газа из различных месторождений сильно варьируется.

### Селективное каталитическое восстановление
Метод селективного каталитического восстановления (СКВ, англ. selective catalytic reduction) применяется для очищения дымовых и выхлопных газов от NOx с эффективностью, доходящей до 90 %. В поток выхлопных газов инжектируется реагент, обычно аммиак или мочевина, и смесь поступает на катализатор. Катализатор работает в диапазоне температур от 450 до 900 К и обеспечивает протекание следующих реакций, в которых оксид азота восстанавливается до молекулярного азота:
{\displaystyle {\mathsf {4NO+4NH_{3}+O_{2}\rightarrow 4N_{2}+6H_{2}O}}}
{\displaystyle {\mathsf {6NO_{2}+8NH_{3}\rightarrow 7N_{2}+12H_{2}O}}}
в случае добавления аммиака и
{\displaystyle {\mathsf {4NO+2(NH_{2})_{2}CO+2H_{2}O+O_{2}\rightarrow 4N_{2}+6H_{2}O+2CO_{2}}}}
{\displaystyle {\mathsf {6NO_{2}+4(NH_{2})_{2}CO+4H_{2}O\rightarrow 7N_{2}+12H_{2}O+4CO_{2}}}}
в случае использования мочевины (более дорогостоящего реагента).
В катализаторах применяются оксид титана с добавками ванадия, молибдена или вольфрама, цеолиты, оксиды железа с тонкой плёнкой из фосфатов железа или активированный углерод в виде агломерированных гранул. Материал катализатора подбирается с учётом его цены и долговечности в заданных условиях эксплуатации.

### Селективное некаталитическое восстановление
Метод селективного некаталитического восстановления (СНКВ, англ. selective non-catalytic reduction) получил широкое распространение в мировой энергетике и применяется в России на ТЭЦ. В этом методе в дымовые газы добавляется аммиак или мочевина, которые восстанавливают NO до молекулярного азота. Отказ от использования катализатора позволяет существенно удешевить процесс. Метод был запатентован компанией Exxon Research Engineering в 1975 году.
Метод применяется в температурном диапазоне примерно от 1100 до 1400 К и описывается брутто-реакцией
{\displaystyle {\mathsf {4NO+4NH_{3}+O_{2}\rightarrow 4N_{2}+6H_{2}O}}}
При более низких температурах реакция протекает слишком медленно, а при более высоких с ней начинает конкурировать реакция
{\displaystyle {\mathsf {4NH_{3}+5O_{2}\rightarrow 4NO+6H_{2}O}}}
Основная сложность в применении этого метода связана с необходимостью обеспечить смешение реагента с дымовыми газами именно в заданном температурном окне и пребывание в нём в течение 200—500 мс.

### Обзоры
- Miller J. A., Bowman C. T. Mechanism and modeling of nitrogen chemistry in combustion (англ.) // Progress in Energy and Combustion Science. — Elsevier, 1989. — Vol. 15, no. 4. — P. 287–338. — doi:10.1016/0360-1285(89)90017-8.
- Wünning J. A., Wünning J. G. Flameless oxidation to reduce thermal NO-formation (англ.) // Progress in Energy and Combustion Science. — Elsevier, 1997. — Vol. 23, no. 1. — P. 83—94. — doi:10.1016/S0360-1285(97)00006-3.
- Smoot L. D., Hill S. C., Xu H. NOx control through reburning (англ.) // Progress in Energy and Combustion Science. — Elsevier, 1998. — Vol. 24, no. 5. — P. 385–408. — doi:10.1016/S0360-1285(97)00022-1.
- Glarborg P., Jensen A. D., Johnsson J. E. Fuel nitrogen conversion in solid fuel fired systems (англ.) // Progress in Energy and Combustion Science. — Elsevier, 2003. — Vol. 29, no. 2. — P. 89—113. — doi:10.1016/S0360-1285(02)00031-X.
- Konnov A. A., Javed M. T., Kassman H., Irfan N. NOx Formation, Control and Reduction Techniques (англ.) // Handbook of Combustion. Volume 2: Combustion Diagnostics and Pollutants. — Wiley, 2010. — P. 439–464. — doi:10.1002/9783527628148.hoc037.
- Glarborg P., Miller J. A., Ruscic B., Klippenstein S. J. Modeling nitrogen chemistry in combustion // Progress in Energy and Combustion Science. — 2018. — Vol. 67. — P. 31—68. — ISSN 0360-1285. — doi:10.1016/j.pecs.2018.01.002.